# 1946年新四军编制序列

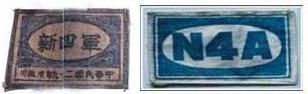
新四军臂章

1946年新四军编制序列，为列举1946年春中华民国国民革命军陆军新编第四军的编制序列。
根据国共两党达成的协议，1937年10月，江西、福建、广东、湖南、湖北、河南、浙江、安徽等八省的红军和游击队改编为国民革命军陆军新编第四军，简称新四军，团结抗日。该部队仍归属中共中央军事委员会直接领导与指挥。1941年皖南事变后，国民政府取消了新四军的建制，但新四军仍然存在。直到1947年初，中共中央军委才正式将新四军部队改编为中国人民解放军。
新四军自建制以来逐步进行扩编，至1946年春，新四军下辖胶东军区、渤海军区、鲁中军区、鲁南军区、滨海军区、华中军区、山东野战军、华中野战军，总兵力为45萬人。

## 背景

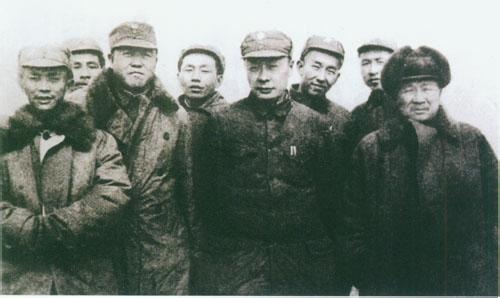
1945年10月20日山东临沂新四军部分领导人合影。左起：舒同、张凯、黎玉、胡立教、陈毅、石文、薛丹洗、张云逸。

1945年对日战争结束后，根据中共中央“向北发展，向南防御”的方针，新四军主力北移山东，以顶替山东军区主力抢运东北后的空缺。又根据《双十协定》，江南的新四军部队移往苏北。1946年1月7日，新四军军部与山东军区合并，成立“新四军兼山东军区”和山东野战军，陈毅为新四军军长、山东军区兼山东野战军司令员，饶漱石为政治委员，张云逸、罗炳辉为副军长兼副司令员，黎玉任副政治委员兼山东野战军政治委员，陈士榘任参谋长，袁仲贤任副参谋长，舒同任政治部主任，唐亮任政治部副主任。新四军兼山东军区下辖胶东、鲁中、鲁南、滨海、渤海五个二级军区，山东野战军，兵力约27万人。留在苏皖边境的新四军编为华中军区、华中野战军，兵力约18万人，归新四军兼山东军区领导。
1946年6月，国军以30万人围攻由新四军第5师为主改编的中原军区，国共双方签定的停战协定破裂，国共内战重新爆发。
1947年1月23日中央军委发布命令，撤销华中野战军、华中军区、山东野战军、山东军区和新四军番号，统一组建华东军区和华东野战军。原新四军3师已于1945年开赴东北并在1946年编为东北民主联军第2、第6纵队；原新四军5师与八路军359旅（南下支队）、河南军区等部编为中原军区，即1946年中原突围被围攻之部队，该部突围后一部建立豫陕根据地，一部进入陕西改归西北野战军。至1948年下半年，上述各部统一改称中国人民解放军。

## 山东军区
新四军军长兼山东军区司令员陈毅，政治委员饶漱石，副军长兼山东军区副司令员张云逸、罗炳辉（5月增补），副政治委员黎玉，参谋长陈士榘，副参谋长袁仲贤，政治部主任舒同，副主任唐亮。
- 司令部
  - 参谋处：处长陈锐霆
  - 情报处：处长胡立教
  - 通讯分局：局长曹丹辉、副局长闻述尧
- 政治部
  - 组织部：部长张凯、副部长谢有法
  - 宣传部：部长钱俊瑞、副部长陈辛人
  - 保卫部：部长梁国斌、副部长郑文卿
  - 联络部：部长刘贯一
- 后勤部：部长宋裕和、副部长彭显伦
  - 供给部：部长宋裕和（兼）、政治委员彭显伦（兼）、副部长寇明、孔峭凡
  - 军工部：部长程望、政治委员罗湘涛
  - 卫生部：部长崔义田、副部长宫乃泉、白备五、戴季民
  - 兵站：站长黄若华、副站长黄河
  - 军需处：处长吴农、副处长钟能康
  - 财粮处：处长甄子明
- 独立旅：旅长张俊升、政治委员王仲良、政治部主任朱人俊[2]

### 胶东军区

1946年6月8日，胶东军区部队围攻胶县，击毙汉奸赵保原。这是胶东军区五师师长聂凤智（右二拄拐者）、政委刘浩天（右三背手者）、参谋长萧镜海（居中双手揣兜者）和军区宣传部长张加洛（左二，戴眼镜腰系皮带双手揣兜者）等一同察看、确认赵保原毙亡。

胶东军区，司令员许世友，政治委员林浩，副司令员王彬，副政治委员金明，政治部主任赖可可。
- 东海军分区：司令员于得水，政治委员梁辑卿、参谋长胡铁成。
- 北海军分区：司令员孙端夫，政治委员刘中华、参谋长刘云鹏、政治部主任张英勃。
- 西海军分区：司令员陈华堂，政治委员李华、副政治委员兼政治部主任邓龙翔、参谋长丛容滋。
- 南海军分区：司令员贾若瑜，政治委员廖海光、参谋长杨介人。
- 警备第4旅（1946年6月，警备第四旅改称第六师）：旅长刘涌，政治委员仲曦东、参谋长张怀忠、政治部主任张少虹。
- 警备第5旅（1946年6月，警备第四旅改称第五师）：旅长聂凤智、政治委员兼政治部主任刘浩天、参谋长肖静海。[3]
- 烟台市人民武装部：部长陈晋。
- 威海卫市人民武装部：政治委员宋惠。[4]

### 渤海军区
渤海军区，司令员袁也烈，政治委员景晓村，副司令员宋时轮（后），副政治委员兼政治部主任周贯五，参谋长赵俊.
- 第1军分区：司令员傅继泽，政治委员李广文、副司令员倪鸿印、参谋长杨大生、政治部主任辛易之。
- 第2军分区：司令员萧峰，政治委员曾旭清、参谋长隋蔚堂、政治部主任辛国治。
- 第3军分区：司令员赵寄舟，政治委员李曼村、副司令员许云轩、参谋主任庄中一、政治部主任丁士采。
- 第4军分区：司令员程绪润，政治委员岳拙元、参谋处长胡兰芝、政治部主任李焕。
- 警备第6旅：旅长李发，政治委员曾旭清
- 警备第7旅：旅长赵寄舟
- 第7师（1946年8月设）：师长袁也烈（兼），政治委员李曼村、副师长萧峰、参谋长冯鼎三、政治部主任王若杰。
- 第11师（1946年11月设）：师长萧峰 ，政治委员李曼村。
- 教导旅（1946年11月，以359旅部分人员为骨干组建）：旅长张仲瀚，政治委员曾涤。[5]

### 滨海军区
滨海军区（7月撤销），司令员陈士榘（兼），政治委员唐亮（兼），参谋长赵一萍，政治部主任赖可可，参谋主任伊文。
- 警备第10旅：旅长张仁初，政治委员刘伟、参谋主任石一宸、政治部主任王翀。
- 警备第11旅：旅长莫正民，政治委员覃士冕、参谋长王晓。
- 第1军分区：司令员黎有章，政治委员王众音、副政治委员李仲林、参谋主任钟贤文、政治部主任曹思明。
- 第2军分区：司令员王建青，政治委员谷牧、参谋主任郭廷万、政治部主任赵昭。
- 第3军分区：司令员王德贵，政治委员田海山、副司令员张希贤、参谋主任蒋和。
- 滨海警备旅（1946年4月警备第十、十一旅合编）：旅长覃士冕，政治委员刘伟、副旅长郭廷万、参谋长王晓、政治部主任王翀。[6]

### 鲁南军区

鲁南战役中被新四军部队歼灭的国军快速纵队一部

鲁南军区，司令员张光中，政治委员傅秋涛，副司令员万春圃、郭化若，副政治委员张雨帆，参谋长来光祖。
- 警备第8旅（兼第1军分区）：旅长贺健，政治委员杨士法、副政治委员罗野岗。
- 警备第9旅（兼第3军分区）：旅长胡大荣，政治委员李青、副旅长王献庭、政治部主任张岗。
- 第2军分区：司令员兼政治委员张雄、副政治委员张劲夫、参谋长阎超。
- 第10师（1946年10月，警备第八旅与警备第九旅一部合编而成）：师长贺健，政治委员罗野岗。[7]

### 鲁中军区
鲁中军区，司令员王建安，政治委员向明，副司令员兼参谋长邝任农，副政治委员高克亭、李培南（兼政治部主任）。
- 独立第1旅：旅长王道、参谋长赵凌实。
- 独立第4旅：旅长韩寿臣、参谋长韩顾三、政治部主任王芳。
- 警备第1旅（兼第一军分区）：旅长陈奇，政治委员林乎加、副旅长兼参谋长刘国柱、副政委兼政治部主任熊飞。
- 第4师：师长廖容标，政治委员王一平、参谋长周长胜、政治部主任欧阳平。
- 第9师：师长钱钧，政治委员李耀文、副师长兼参谋长陈宏、政治部主任董超。
- 第2军分区：司令员封振武，政治委员王涛、副政治委员王文轩、参谋长吴奎文、政治部主任曹礼芹。
- 第3军分区：司令员孙继先，政治委员霍士廉、副司令员单洪、副政治委员孔繁彬、参谋处长张耀辉、政治部主任孟英。
- 淄博警备司令部：司令员徐化鲁，政治委员张敬焘。
- 警备旅（1946年7月组建）：旅长周长胜，政治委员陈美藻[8]

## 山东野战军

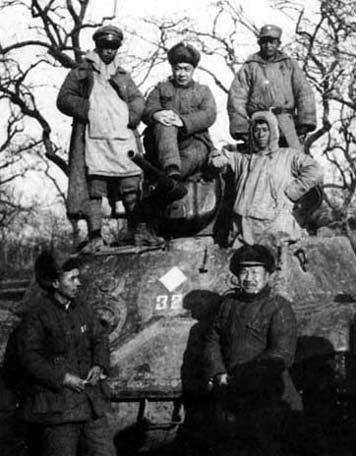
1947年1月鲁南战役后，新四军兼山东军区司令员陈毅（坦克上中）与华中军区司令员张鼎丞（坦克前左）、山东军区副司令员张云逸（坦克前右）在缴获的坦克前留影

1945年10月15日，成立津浦前线指挥部，即将到达鲁南的新四军第二师第四、第五旅，第四师第九旅和第七师等部，与山东军区留下的一部分主力，组成津浦前线野战军。
1946年1月7日，撤销津浦前线指挥部，津浦前线野战军改称山东野战军，司令员陈毅（兼），政治委员黎玉（兼），参谋长宋时轮，政治部主任唐亮（兼），政治部副主任张凯。

### 第一纵队
第一纵队，司令员叶飞，政治委员赖传珠，副政治委员兼政治部主任谭启龙，参谋长贺敏学，副参谋长张俊升，政治部副主任汤光恢。
- 第1旅：旅长廖政国，政治委员阮英平、副政治委员曾如清、参谋长邱玉权、政治部主任陈伟达
- 第2旅：旅长刘飞，政治委员彭林、副旅长王胜、副政治委员兼政治部主任符确坚、参谋长洪隆
- 第3旅：旅长张翼翔，政治委员何克希、副旅长兼参谋长刘亨云、副政治委员张文碧、政治部主任杨思一。

### 第二纵队
第二纵队，司令员罗炳辉，政治委员赵启民，副司令员韦国清（5月转正），参谋长詹化雨，政治部主任邓逸凡。
- 第4旅：旅长朱绍清，政治委员高志荣、副旅长秦贤安、政治部主任徐海珊。
- 第5旅：旅长成钧，政治委员赵启民（兼）、参谋长张元寿、政治部主任邓少东。
- 第9旅：旅长滕海清，政治委员康志强、参谋长刘清明、政治部主任张震寰。

### 第七师
第七师，师长谭希林，政治委员曾希圣，参谋长孙仲德（后为林维先），政治部主任王集成（6月以后为李步新）。　
- 第19旅：旅长林维先，政治委员黄火星、副旅长熊应堂、参谋长张铚秀、政治部主任余明
- 第20旅：旅长梁金华，政治委员黄跃南、参谋长周绍昆、政治部主任高立忠
- 第21旅：旅长马长焱，政治委员黄先、副旅长傅绍甫、副政治委员何志远、参谋长陈仁洪、政治部主任杨汉林

1946年10月撤销第七师，11月重建，归华中野战军序列。师长成钧、政治委员赵启民。
- 第5旅
- 第19旅

### 第八师
第八师，师长何以祥，政治委员丁秋生，参谋长马冠三，政治部主任刘春。
- 第22团。
- 第23团。
- 第24团。

### 东江纵队

1946年7月5日，东江纵队等部二千余人，自广东经海路到达烟台，受到当地军民热烈欢迎

1946年7月5日，东江纵队等部二千余人，自广东经海路到达胶东，加入山东野战军序列。
司令员曾生，政治委员雷经天，副司令员王作尧，政治部主任杨康华。

## 华中军区

1946年，国军进攻华中解放区首府淮阴，这是参与淮阴保卫战的新四军在急行军

1945年10月25日在淮安成立华中军区，司令员张鼎丞，政治委员邓子恢，副司令员粟裕、张爱萍，副政治委员兼政治部主任谭震林，参谋长刘先胜，副参谋长张元寿（后），政治部副主任钟期光。
- 司令部
  - 参谋处：处长夏光
- 政治部
  - 组织部：部长吴嘉民、副部长谢胜坤
  - 宣传部：部长陈其五、副部长赵易亚
  - 锄奸部：部长周山
  - 联络部：部长陈同生、副部长陈超格、杨进
  - 民运部：部长杨辛
- 供给部：部长骆耕模、副部长金材、白辛夫、副政治委员资凤
- 军工部：部长孙象涵、政治委员罗云贵、副部长王新民、李仲麟、副政治委员吴屏周
- 卫生部：部长齐仲桓、副部长李振湘
- 第5军分区：司令员谢祥军，政治委员曹荻秋、副司令员常玉清、副政治委员杨光池、参谋处长陈克天。
- 第6军分区：司令员覃健，政治委员万众一、副司令员兼参谋长张可辛、副政治委员谢振华、政治部主任陶励。
- 第7军分区：司令员张震球，政治委员赖毅、副司令员赵汇川、副政治委员刘玉柱、参谋长黄元庆、参谋处长孙靖宇、政治部主任刘作孚。
- 第8军分区（1946年12月改归晋冀鲁豫军区建制）：司令员张太生，政治委员吴芝圃、副政治委员何明光、副参谋长张登先。
- 第9军分区（1946年8月设）：司令员梁灵光，政治委员洪泽，副司令员兼参谋长谢中光、副政委兼政治部主任周一峰。
- 雪枫军政大学：校长张爱萍，政治委员邓子恢。
- 海防纵队：政治委员王治平、副司令员吴福海、陆洲舫、袁国祥、副政治委员吕炳奎。[10]
- 华中民主联军：总司令郝鹏举，政治委员朱克靖，副总司令毕书文。
- 解放第一军：军长钟剑魂，参谋长徐楚光。
- 解放第二军：军长杜新民，副军长张若禧。
- 解放第四军：军长戴心宽，参谋长张伟农。

### 淮南军区
淮南军区，司令员周骏鸣，政治委员肖望东，副司令员兼参谋长梁从学，政治部主任余立金。
- 第六旅（兼第四军分区）：旅长陈庆先，政治委员黄岩、副政治委员刘毓标。
- 独立旅（兼第三军分区）：旅长罗占云，政治委员李世焱、副旅长兼参谋长谭知耕、政治部主任刘求须。

1946年5月，淮南军区撤销。1946年7月，又组建淮南军区、华中野战军第二师。
- 第3军分区：司令员朱云谦、政治委员李世农
- 第4军分区（第6旅兼）

### 苏中军区
苏中军区，司令员管文蔚，政治委员陈丕显，副司令员张藩，副政治委员姬鹏飞，参谋长胡炳云，政治部主任陈时夫。
- 独立旅：旅长陈玉生，政治委员李干辉、副旅长饶守坤、副政治委员张闯初、参谋长罗桂华、政治部主任童炎生。
- 第一军分区：司令员张震东，政治委员钟民、副司令员兼参谋长梅嘉生、副政治委员兼政治部主任许家屯。
- 第二军分区：司令员钟国楚，政治委员金柯、副司令员杨洪才、副政治委员韦永义、参谋长吴光明、政治部主任张潮夫。

1946年6月，华中野战军第七纵队兼苏中军区，此时管文蔚任司令员，姬鹏飞任政治委员，戴心宽、胡炳云任副司令员，胡炳云兼参谋长，周文在任政治部副主任。

### 苏北军区
1946年6月组建。司令员谢祥军，政治委员刘培善，副司令员常玉清，参谋长吴肃，政治部主任孙克骥。
- 第5军分区：司令员廖成美、政治委员万金培
- 第6军分区：司令员覃健，政治委员万众一[11]

### 淮北军区
1946年6月组建，华中野战军第九纵队兼。司令员兼政治委员张震，副司令员饶子健、杜新民，参谋长姚运良，政治部主任王学武，政治部副主任王子光。
- 第7军分区
- 第8军分区

## 华中野战军

苏中战役中位于林梓的华中野战军阵地

1945年11月25日成立华中野战军，司令员粟裕，政治委员谭震林，参谋长刘先胜，政治部主任钟期光。华中野战军在建制上属华中军区，在战略行动上受陈毅指挥。
- 第13旅（1946年8月以中原军区一纵一旅为基础组成）：旅长皮定均，政治委员徐子荣。

### 第六纵队
司令员王必成，政治委员江渭清，副司令员段焕竞，参谋长陈铁君，政治部主任刘文学，政治部副主任罗维道。
- 第46团
- 第48团
- 第50团
- 第52团
- 第54团[12]

1946年6月，华中野战军第六纵队改番号为第六师。师长兼政委谭震林（兼），副师长王必成，副政委江渭清，参谋长张闯初，政治部主任李干辉。
- 第16旅：旅长钟国楚，政委罗维道
- 第18旅：旅长饶守坤，政委刘文学

### 第七纵队
司令员兼政治委员姬鹏飞，副司令员张藩，参谋长杜屏，政治部主任卢胜。
- 第55团
- 第57团
- 第59团
- 第61团
- 第63团[12]

### 第八纵队
司令员兼政治委员陶勇，副司令员彭德清，政治部主任韩念龙，政治部副主任谢云晖。
- 第64团
- 第66团
- 第68团
- 第70团
- 第72团[12]

1946年6月，华中野战军第八纵队改番号为华中野战军第一师，师长兼政委粟裕（兼），副师长陶勇，副政委王集成，参谋长梅嘉生，政治部副主任谢云晖。
- 第1旅：旅长张震东，政委卢胜
- 第3旅：旅长彭德清，政委伍洪祥

### 第九纵队
司令员兼政治委员张震，副司令员饶子健，参谋长姚运良，政治部主任王学武。
- 第73团
- 第75团
- 第77团
- 第79团
- 第81团
- 华中军区骑兵团[12]

### 第二师（淮南军区兼）
1946年7月组建华中野战军第二师。师长周骏鸣，政治委员肖望东，副师长成钧、梁从学，副政治委员赵启民，参谋长梁从学，副参谋长朱云谦，政治部主任余立金。
- 独立旅：旅长罗占云，政治委员李世焱。
- 第5旅：旅长成钧(兼)，政治委员赵启民（兼）。
- 第6旅：旅长陈庆先，政治委员黄岩。

1946年11月14日，中共华中分局决定，撤销第二师番号，原辖第5、6、独立旅依次划归华中野战军第7师、第10纵队和第1师。

### 第十纵队（苏北军区兼）
1946年6月设，司令员谢祥军，政治委员刘培善，副司令员常玉清，参谋长吴肃，政治部主任孙克骥。
- 第82团
- 第84团
- 第86团
- 第87团
- 第89团[12]